# 马舍普里姆
马舍普里姆（法語：Marcheprime，法語發音：[maʁʃəpʁim]），又称马什普里姆，是法国吉伦特省的一个市镇，属于阿卡雄区。

## 地理
马舍普里姆（44°41'32"N, 0°51'18"W）面积24.56 平方千米，位于法国新阿基坦大区吉倫特省，该省份为法国西南部沿海省份，是法國本土面积最大的省，北起滨海夏朗德省，西临大西洋，南至朗德省，东南接洛特-加龍省，东临多爾多涅省。
与马舍普里姆接壤的市镇（或旧市镇、城区）包括：圣让迪亚克、欧当日、比加诺斯、塞斯塔斯、米奥斯。
马舍普里姆的时区为UTC+01:00、UTC+02:00（夏令时）。

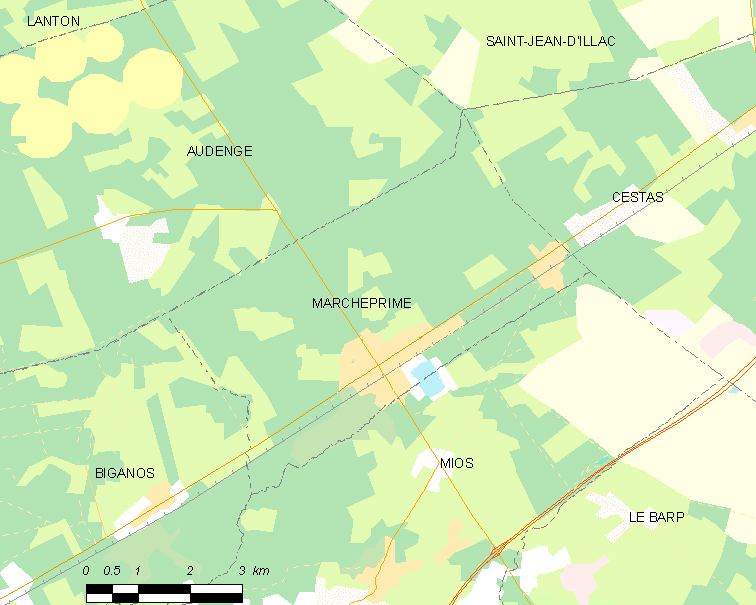
马舍普里姆的OSM定位图

## 行政
马舍普里姆的邮政编码为33380，INSEE市镇编码为33555。

## 政治
马舍普里姆所属的省级选区为居让-梅斯特拉斯县。

## 人口

1962-2008年间马舍普里姆人口变化图示

马舍普里姆于2022年1月1日时的人口数量为5637人。